# Нахва
Нахва (араб. النحوة‎) — деревня в эмирате Шарджа, ОАЭ. Представляет собой анклав на территории Мадха, которая в свою очередь является эксклавом Омана. Деревня Нахва состоит из 40 домов, полностью окруженных территорией Омана, и является частью эмирата Шарджа.
Находится на высоте 506 м над уровнем моря.
При въезде в эксклав примерно через 80 м после границы имеется отделение полиции ОАЭ. Сама деревня находится дальше вдоль дороги, имеется собственный медпункт. Деревню разделяют на 2 части — Новую Нахву (ближе к въезду) и Старую Нахву (дальше от въезда).
Население 302 человека. Площадь 4,4 км².
Хотя ситуация довольно необычна, Нахва не является единственным в мире эксклавом, расположенном на территории другого анклава. Подобный случай имеется на границе Нидерландов и Бельгии, а также поселок Шахимердан на границе Узбекистана и Кыргызстана, также ранее похожий анклав существовал на границе Индии и Бангладеш.